# Dönschten

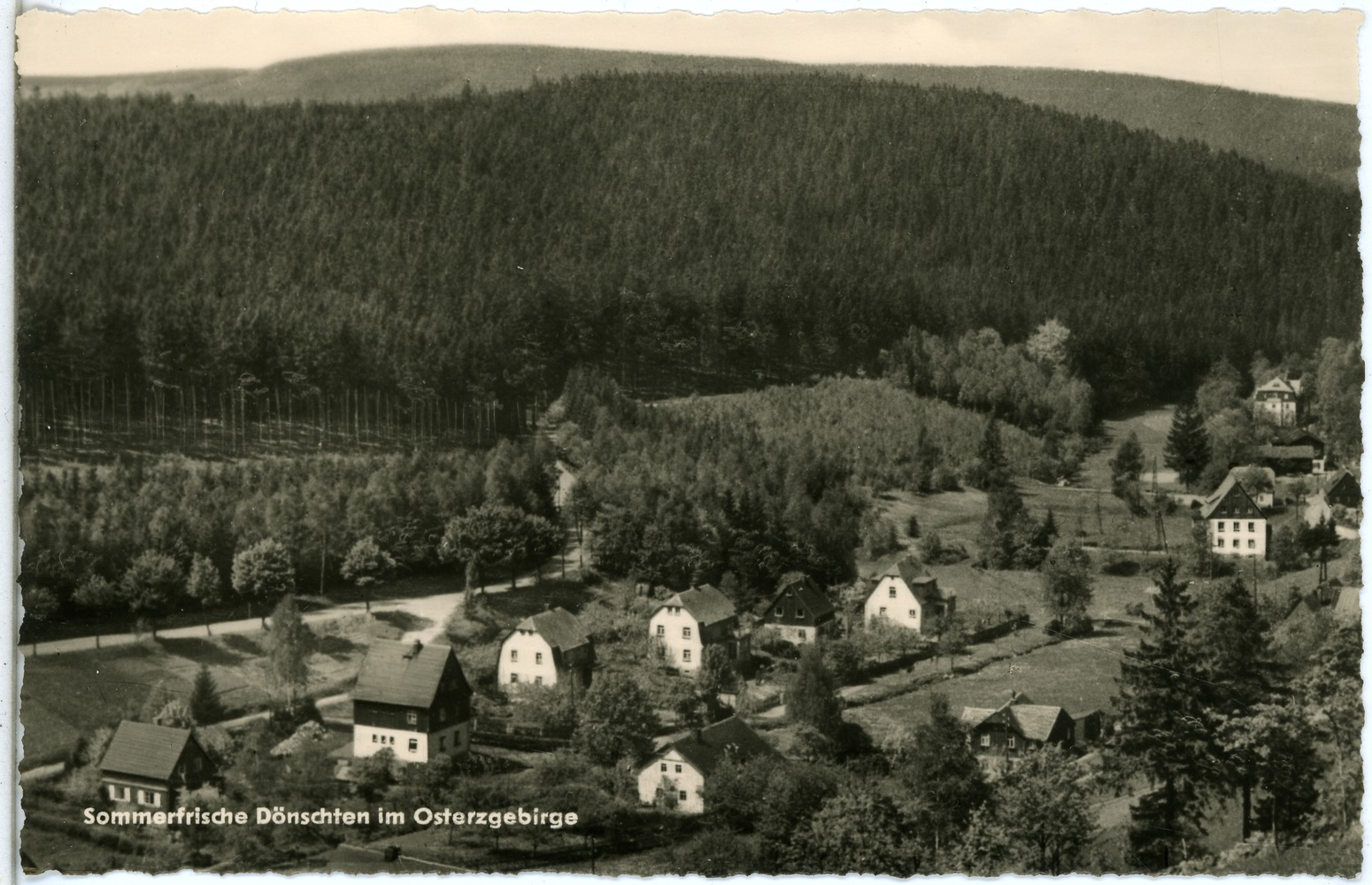
Blick auf Dönschten (1963)

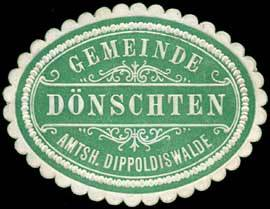
Siegelmarke der Gemeinde Dönschten

Dönschten ist ein Ortsteil der sächsischen Großen Kreisstadt Dippoldiswalde im Landkreis Sächsische Schweiz-Osterzgebirge.

## Geografie
Dönschten liegt etwa drei Kilometer südöstlich von Schmiedeberg im Osterzgebirge. Westlich des Ortes an der Bundesstraße 170 befinden sich die Rote Weißeritz, die in ihrem unteren Verlauf bei Dippoldiswalde zur Talsperre Malter aufgestaut wird und die Trasse der Weißeritztalbahn, die nach dem Jahrhunderthochwasser 2002 nur bis 2008 bis Dippoldiswalde wiederaufgebaut wurde. Seit 2017 ist die Strecke wieder bis Kurort Kipsdorf durchführend. 

### Nachbarorte
| Schmiedeberg |                                             | Johnsbach  |
|              | Kompassrose, die auf Nachbargemeinden zeigt |            |
| Kipsdorf     | Oberbärenburg                               | Falkenhain |

## Geschichte
Der Ort wurde in der ersten Hälfte des 16. Jahrhunderts als Streusiedlung auf Waldhufenflur neu angelegt. Die Grundherrschaft wurde vom Rittergut Schmiedeberg ausgeübt. Dönschten war 1570 zum Amt Altenberg gehörig, ab 1696 war das Amt Pirna für die Verwaltung zuständig. Von 1856 bis 1875 gehörte Döschten dem Gerichtsamt Altenberg an, später der Amtshauptmannschaft Dippoldiswalde. 1900 betrug die Fläche der Gemarkung 80 Hektar. Oscar von Kohorn bzw. die „Freiherr-Kohorn-Stiftung zur Chemnitzer Kindererholungsfürsorge“ gründete in den 1920er Jahren das erste städtische Kindererholungsheim in Dönschten. Dank Kohorns Engagement wurden in den ersten fünf Jahren seines Bestehens fast 1700 bedürftige Knaben und Mädchen beherbergt. Die Bevölkerung Dönschtens teilte sich 1925 in 280 Evangelisch-lutherische Einwohner und vier Katholiken auf. 1945 wurde die selbstständige Gemeinde das erste Mal nach Schmiedeberg eingemeindet, 1948 erlangte der Ort jedoch seine Selbstständigkeit wieder. 1952 wurde Döschten als eigenständige Gemeinde Teil des Kreises Dippoldiswalde, der 1994 in den Weißeritzkreis überging. Im selben Jahr wurde Dönschten ein zweites Mal nach Schmiedeberg eingemeindet. Der Ortsteil ging im August 2008 in den aus dem Landkreis Sächsische Schweiz und dem Weißeritzkreis gebildeten Landkreis Sächsische Schweiz-Osterzgebirge über. Seit der Eingemeindung Schmiedebergs nach Dippoldiswalde am 1. Januar 2014 gehört Dönschten zur Großen Kreisstadt.

### Entwicklung der Einwohnerzahl
Entwicklung der Einwohnerzahl Dönschtens:
| Jahr | Einwohner        |
| ---- | ---------------- |
| 1666 | 9 besessene Mann |
| 1764 | 10 Gärtner       |
| 1834 | 90               |
| 1871 | 125              |
| 1890 | 137              |
| 1910 | 343              |
| 1925 | 352              |
| 1939 | 320              |
| 1946 | 433              |
| 1950 | 377              |
| 1964 | 340              |

| Jahr | Einwohner |
| ---- | --------- |
| 1990 | 138       |
| 2006 | 152       |
| 2007 | 158       |
| 2008 | 163       |
| 2009 | 162       |
| 2010 | 168       |
| 2011 | 160       |
| 2012 | 160       |
| 2013 | 162       |
| 2014 | 163       |
| 2020 | 161       |